# منتهرمسو
منتهرمسو (به اسپانیایی: Montehermoso) نام یکی از دهستان‌های استان کاسرس اسپانیا است که در سال ۲۰۰۶ میلادی، ۵۶۶۸ نفر جمعیت داشته‌است.